# Днепрец
Днепрец (бел. Дняпрэц) — река в Горецком районе Могилевской области Белоруссии, правый приток реки Быстрая (бассейн Днепра).
Длина реки 25 км, площадь водосбора 71 км², уклон реки 2 м/км
Река начинается у деревни Зайцево в двух километрах к югу от границы с Витебской областью. Основное направление течения — юг. Стекает с южных склонов Смоленской возвышенности, далее течёт по Горецкой-Мстиславльской равнине.
Около деревни Квартяны на реке небольшое водохранилище Днепрец.
Основной приток — Городок (слева).
Река протекает деревни Зайцево, Макаровка, Шелохановка, Волковщина, Котелёво, Квартяны и Полящицы. Километром ниже последней впадает в Быструю. Ширина реки на всём протяжении не превышает 10 метров.